# Santuario Histórico de Machupicchu
Das Santuario Histórico de Machupicchu ist ein nationales Schutzgebiet in Zentral-Peru in der Region Cusco. Es wurde am 8. Januar 1981 eingerichtet. Verwaltet wird es von der staatlichen Naturschutz-Agentur Servicio Nacional de Areas Naturales Protegidas por el Estado (SERNANP). Das Areal besitzt eine Fläche von 325,92 km². Es entspricht der IUCN-Kategorie III, vergleichbar einem Naturdenkmal in Deutschland. Das Santuario Histórico de Machupicchu dient der Erhaltung der Landschaft, des Ökosystems sowie den historischen Stätten im Umkreis der Inkastadt Machu Picchu.

## Lage
Das Schutzgebiet erstreckt sich über einen Großteil des Distrikts Machupicchu in der Provinz Urubamba sowie kleineren angrenzenden Gebieten. Es reicht im Süden bis zum Hauptkamm der Cordillera Vilcabamba mit dem 6264 m hohen Salcantay. Im Westen wird das Gebiet vom Flusslauf des Río Ahobamba, im Osten vom Flusslauf des Río Cusichaca begrenzt. Im Nordosten reicht das Schutzgebiet bis zum 5319 m hohen Nevado Bonanta im Hauptkamm der Cordillera Urubamba. Der Río Urubamba durchquert das Gebiet in westlicher Richtung.
Das Areal lässt sich durch folgende Koordinaten grob beschreiben:
(,
,
,
,
,
,
,
,
,
,
,
).

## Historische Stätten
Neben der Inkastadt Machu Picchu befinden sich im Schutzgebiet zahlreiche archäologische und kulturgeschichtlich interessante Monumente und Fundorte wie Inca Raq'ay, Intiwatana, Intipata, Choquesuysuy, Chachabamba, Wiñaywayna, Phuyupatamarca, Sayacmarka, Runkurraq'ay, Wayllabamba, Torontoy, Waynaq'ente, Machuqente, Q'ente, Qoriwayrachiwa, Pulpituyoc, Patallacta und Palccay.

## Ökosystem
Zur Fauna in dem Schutzgebiet gehören die Sturzbachente (Merganetta armata), das Kalinowski-Aguti (Dasyprocta kalinowskii), die Peruanische Hasenmaus (Lagidium peruanum), der Südamerikanische Nasenbär (Nasua nasua), der Weißwedelhirsch (Odocoileus virginianus), der Südliche Zwergmazama (Mazama chunyi), der Andenschakal (Lycalopex culpaeus), der Puma (Puma concolor), der Olivmantelspecht (Colaptes rubiginosus). der Brillenbär (Tremarctos ornatus), der Andenkondor (Vultur gryphus) und der Südamerikanische Fischotter (Lontra longicaudis).
Zur Flora in dem Schutzgebiet gehören die Anden-Erle (Alnus acuminata), Cecropia tacuna aus der Gattung der Ameisenbäume, die Zedrelen-Art Cedrela lilloi, der Rote Chinarindenbaum (Cinchona pubescens), Delostoma integrifolium aus der Familie der Trompetenbaumgewächse, Erythrina edulis und Erytrina falcata aus der Gattung der Korallenbäume, Escallonia resinosa sowie Nectandra furcata und Nectandra laurel aus der Gattung Nectandra. Am Abra de Warmihuañusca befindet sich ein Waldrelikt mit Beständen von Myrcianthes oreophylla (unca), Polylepis racemosa (queñua) und Escallonia myrtilloides (t’asta).